# Kris Jenkins
Kris Jenkins (Columbia, Carolina del Sur, 20 de noviembre de 1993) es un baloncestista estadonundense que actualmente juega para Centauros de Portuguesa de la SPB Venezuela . Con 1,98 metros de estatura, juega en la posición de alero.

## Trayectoria deportiva

### Universidad
Jugó cuatro temporadas en los Wildcats de la Universidad Villanova, en las que promedió 9,5 puntos, 3,0 rebotes y 1,5 asistencias por partido. En el Torneo de la NCAA de 2016 anotó el triple decisivo para el triunfo de los Wildcats sobre North Carolina.

### Profesional
Tras no ser elegido en el Draft de la NBA de 2017, fue invitado por Washington Wizards a participar en las Ligas de Verano de la NBA, disputando tres partidos en los que promedió 3,3 puntos y 1,7 rebotes. En octubre fue elegido en el puesto 14 del Draft de la NBA Development League por los Sioux Falls Skyforce, con los que disputó seis partidos, en los que promedió 5,2 puntos y 2,2 rebotes, siendo despedido el 16 de diciembre.